# 陳禎 (嘉靖進士)
陈祯（1493年—？），字大和，號南山，江西崇仁縣人，明朝政治人物。进士出身。

## 生平
嘉靖元年（1522年）壬午江西乡试第二十三名举人，嘉靖十一年（1532年）壬辰科二甲七十八名進士。都察院观政，授山东曹县知县，升刑部主事，历员外郎、郎中，出任福建建宁府知府一职，嘉靖年间由钱嶪接任。

## 家族
曾祖陈复旸。祖父陈如篪。父陈公翰。母李氏。具庆下。弟陈祥。